# Meunasah Jurong
Meunasah Jurong is een bestuurslaag in het regentschap Pidie Jaya van de provincie Atjeh, Indonesië. Meunasah Jurong telt 972 inwoners (volkstelling 2010).